# Gnomon (zonnewijzer)

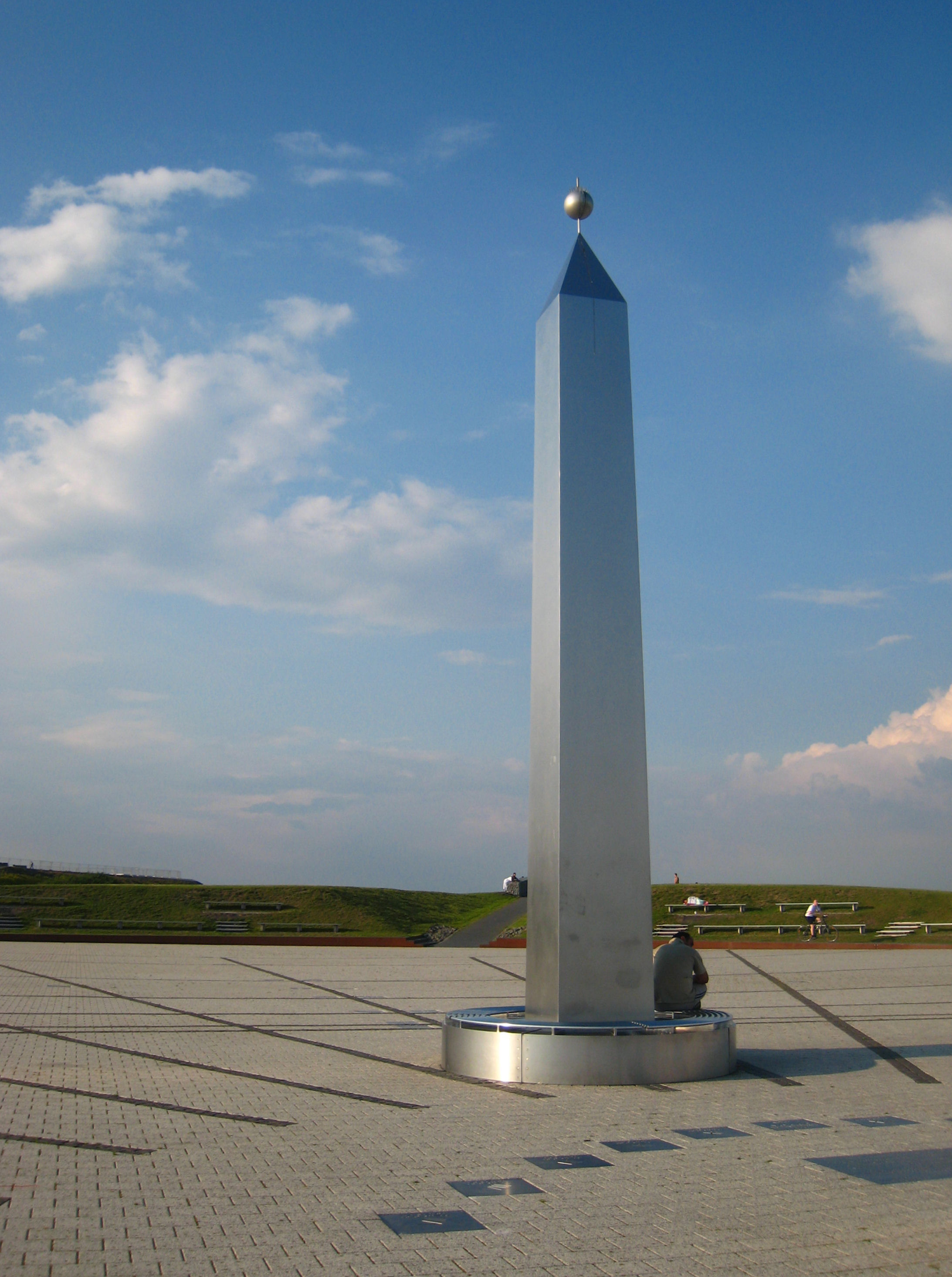
Gnomon met horizontale zonnewijzer

Een gnomon is een verticale stang of zuil waarvan de schaduw op een plat vlak valt, om de stand van de zon te bepalen. Het woord vindt zijn oorsprong in het Griekse woord γνομον (gnomon) dat aanwijzer betekent.
De lengte en de richting van de schaduw veranderen in de loop van de dag. Een gnomon kan daardoor, als onderdeel van een zonnewijzer, gebruikt worden om de tijd te meten.
Bij het meest voorkomende type zonnewijzer, de poolstijlzonnewijzer, heet de schaduwgever, die recht naar het noorden wijst (op het zuidelijke halfrond naar het zuiden), in het Nederlandse taalgebied niet gnomon maar stijl.
Wanneer een gnomon als zonnewijzer gebruikt wordt is niet de volledige schaduw maar alleen de schaduw van zijn top van nut om de datum en het uur aan te wijzen. Hij doet dan dienst als puntzonnewijzer.
Het is een wijd verspreide misvatting dat de obelisken van de Egyptenaren, zoals die van Luxor, dienden als gnomon en dus als zonnewijzer. Wel werden obelisken die later verplaatst werden naar Italië en andere landen als puntzonnewijzer geïnstalleerd (bijvoorbeeld door de Romeinse keizer Augustus in Rome en de zogenaamde Naald van Cleopatra op de Place de la Concorde in Parijs).
De hoofdmast van de Sundial Bridge in Redding, Californië is ook een gnomon.